# Bataille de Novare (1849)
Pour les articles homonymes, voir bataille de Novare et bataille de la Bicoque (homonymie).
Première guerre d'indépendance italienne
Batailles
- Cinq journées de Milan
- Pastrengo
- Santa Lucia
- Vicence
- Cornuda
- Curtatone et Montanara
- Goito
- Custoza
- Milan
- Novare

La bataille de Novare (23 mars 1849) signe la fin de la première guerre d'indépendance italienne. Elle est connue aussi sous le nom de la  bataille de la Bicoque du nom du quartier sud-est de Novare qui voit les affrontements les plus durs.
Elle est livrée par 70 000 soldats autrichiens commandés par le feld-maréchal Joseph Radetzky et 100 000 soldats du royaume de Sardaigne (même si tous ne participent pas à la bataille) commandés par le roi 
Charles-Albert de Sardaigne, par le général polonais Wojciech Chrzanowski et par le chef d'état-major Alessandro La Marmora.

## La bataille
Le 12 mars, le gouvernement sarde rompt unilatéralement l'armistice signé avec les Autrichiens après la défaite de Custoza. La nouvelle est parvenue aux Autrichiens le 12 mars et provoque selon certaines sources une explosion de joie dans la troupe.
Le 14 mars, les Autrichiens abandonnent les duchés de Parme et de Modène. À Parme, la municipalité assure l'administration de la ville au nom du roi Charles-Albert.
Entre le 19 et le 20 mars, Joseph Radetzky passe par Pavie et traverse le fleuve Tessin. Cette action réussit en raison de la mauvaise exécution des ordres donnés au général Gerolamo Ramorino, qui se retrouve hors du théâtre des opérations. Le 20 mars, une avancée vers Milan, en passant par Magenta, aurait pu modifier l'issue de la guerre, mais à cause de l'action de Ramorino, l'armée sarde est contrainte à la défensive sur son flanc droit.
Le 21 mars, les Autrichiens remportent la bataille de Mortara, opposant un corps d'armée à deux brigades sardes, qui ne peuvent résister longtemps. Le même jour, les Sardes sont victorieux à Gambolo, Borgo San Siro et à Sforzesca. Le général Ramorino, jugé responsable de la défaite sarde pour ne pas avoir obéi aux ordres, est condamné à mort le 22 mai.
L'armée sarde se retire vers Novare, restant ainsi séparée du gros des troupes, qui se trouve à Alexandrie.
Radetzky, surpris par la retraite sur Novare, attaque Verceil avec son armée pendant que le IIe corps d'armée de Constantin d'Aspre (une des deux divisions est commandée par le jeune Archiduc Albert) attaque Novare et est repoussé. Cela donne à Wojciech Chrzanowski l'opportunité de contre-attaquer pour anéantir d'Aspre, mais Chrzanowski manque le moment décisif et ordonne le repli. Le 23 mars Radetzky, comprenant l'erreur, attaque Novare avec la totalité de ses forces et rompt les lignes de l'armée sarde.
Charles-Albert abdique dans la nuit en faveur de son fils Victor-Emmanuel II après avoir entendu les prétentions autrichiennes en réponse à la proposition sarde d'une trêve. Par la suite, il se retire à Porto, au Portugal, où il meurt le 28 juillet de la même année. Le matin du 24 mars, le nouveau roi signe l'armistice à Vignale (actuellement un quartier de Novare).
La bataille se termine par des combats fratricides, les fantassins sardes, sans commandement, se livrent au saccage, et l'intervention des troupes du duc de Gênes Ferdinand de Savoie est nécessaire.

## Les responsabilités
La mauvaise connaissance des actions militaires, les désaccords au plus haut niveau du commandement, l'impopularité de Chrzanowski dans l'état major (il ne parle pas et ne comprend pas l'italien), la trahison de Ramorino sont certainement la cause de la défaite, sans oublier la grande expérience et supériorité tactique de Radetzky, qui, bien qu'âgé de 82 ans et malgré l'erreur de l'attaque de Vercelli, réussit à battre une armée supérieure en nombre et à obliger le royaume de Sardaigne à la reddition. Les conditions ne sont pas très dures, en partie parce que l'Autriche veut éviter l'explosion de révoltes populaires, qui se serait étendues, et en partie parce qu'une extension excessive de la domination autrichienne sur l'Italie n'aurait pas obtenu l'approbation des Français.
Turin cesse, pour quelques années, de représenter une menace militaire et les Autrichiens espèrent que le jeune Victor-Emmanuel II abandonnerait le statut albertin comme devait le faire, peu de jours après, Léopold II de Toscane, à la suite du pape Pie IX et de Ferdinand II des Deux-Siciles.
Le traité de paix est négocié du côté sarde par Anton Brignole Sale.
Toutefois, les choses ne prennent pas la tournure escomptée par les Autrichiens. Le roi Victor-Emmanuel II de Savoie maintient les garanties constitutionnelles, et pour cela, il est surnommé « Roi Gentilhomme » (Re Galantuomo) et sa politique conduira à l'unification.

## Sources
- (it) Cet article est partiellement ou en totalité issu de l’article de Wikipédia en italien intitulé « Battaglia di Novara (1849) » (voir la liste des auteurs).